# Вальдес, Лупе
Гваделу́пе (Лу́пе) Ва́льдес (Guadalupe Valdez; родилась 11 октября 1947 года, Сан-Антонио) — американский сотрудник правоохранительных органов, занимавший должность шерифа округа Даллас с 2005 по 2017 год. Была кандидатом от Демократической партии на пост губернатора Техаса на губернаторских выборах 2018 года, но проиграла действующему губернатору Грегу Эбботту.

## Ранние годы
Вальдес родилась и выросла в Сан-Антонио, будучи младшим из восьми детей мексикано-американского работника-мигранта на ферме. Она начала жизнь с работы в поле, но оплатила своё обучение в колледже. Она получила степень бакалавра по управлению бизнесом в Южном назаретском университете, а позже и степень магистра криминологии и уголовного правосудия в Техасском университете в Арлингтоне.

## Карьера
До того, как поступить на службу в правоохранительные органы, Лупе Вальдес была офицером резерва армии США, где она получила звание капитана. Её карьера в правоохранительных органах началась в качестве тюремщика, сначала в окружной тюрьме, а затем в федеральной тюрьме. Затем она перешла к расследованиям в качестве агента Управления общих служб, Министерства сельского хозяйства США и Таможенной службы США. С созданием Министерства внутренней безопасности США в 2002 году она была назначена старшим агентом и занимала эту должность до выхода на пенсию. В январе 2004 года Вальдес ушла в отставку, чтобы баллотироваться на пост шерифа округа Даллас. В 2009 году Вальдес закончила Гарвардскую школу государственного управления имени Дж. Ф. Кеннеди.

### В политике
2 января 2004 года Лупе Вальдес выдвинула свою кандидатуру на пост шерифа округа Даллас от Демократической партии. Во время первичных выборов она столкнулась с тремя соперниками и получила преимущество, набрав 13 867 голосов. Впоследствии она выиграла второй тур выборов у будущего судьи округа Даллас Джима Фостера. Вальдес набрала 73 % голосов во втором туре.
Когда Вальдес вступила в предвыборную кампанию, то считалась аутсайдером в предвыборной гонке против республиканца Дэнни Чендлера. Чендлер, 30-летний ветеран Департамента шерифа, победил действующего шерифа Джима Боулза на республиканских праймериз. Боулз, запятнанный обвинениями в коррупции, занимал этот пост в течение 20 лет. Будучи открытой лесбиянкой-кандидатом на государственную должность, Вальдес получила поддержку Фонда победы геев и лесбиянок. На всеобщих выборах Вальдес победила Чендлера с перевесом в 51,3 % против 48,7 %, что составило около 18 000 голосов.
Она была приведена к присяге 1 января 2005 года. Вступив в должность шерифа округа Даллас, Вальдес столкнулась с управлением, которое было поражено низким моральным духом, запятнанным обвинениями в коррупции и омраченным тем фактом, что тюрьма округа Даллас начала отказывать в проверках штата и федеральных инспекций ещё до её избрания. Проверки в тюрьме не проводились из-за плохих санитарных условий, которые ставили под угрозу заключённых, многие из которых в конечном итоге не были признаны виновными в совершении каких-либо преступлений и просто содержались в ожидании предъявления официального обвинения или освобождения; неисправная система дымоудаления, неприемлемая медицинская помощь и отсутствие достаточного количества охранников для соответствия требуемого законом соотношения числа охранников и заключённых.
Несмотря на то, что окружная тюрьма Далласа начала отказывать в проверках ещё до избрания Вальдес, тюрьма продолжала проводить эту политику ежегодно до 2010 года, когда тюрьма впервые с 2003 года прошла сертификацию штата Техас.
3 декабря 2007 года Вальдес официально подала заявку на переизбрание на второй срок. 4 марта 2008 года Вальдес победила на праймериз без второго тура, набрав 50,85 % голосов среди четырёх кандидатов. 4 ноября 2008 года Лупе Вальдес была переизбрана на второй срок шерифом округа Даллас, набрав 388327 голосов против 322808 голосов Лоуэлла Кэннэдея, что в перевесе составило примерно 65 500 голосов. Она победила на избирательных участках по всему округу Даллас, включая бывшие республиканские районы, включая Вэлли Ранч в Ирвинге и Мескит. Свой второй четырёхлетний срок полномочий она начала 1 января 2009 года.
В 2010 году тюрьмы округа Даллас впервые прошли проверку властями штата Техас. Завершение строительства новой тюрьмы в 2009 году и продолжение инвестиций со стороны округа Даллас были названы шагами на пути к переаттестации тюремной системы округа Даллас, которая снова прошла проверку в 2011 году. Также в 2010 году шериф Вальдес был избрана в Национальный комитет Демократической партии[9] и назначена Президентом США Бараком Обамой в Комитет по иммиграционной реформе.
В ноябре 2012 года Вальдес переизбралась на третий срок, победив кандидата от республиканцев Кирка Лауниуса. В 2015 году Вальдес за изменения содержания мигрантов в тюрьме округа Даллас подверглась критике со стороны губернатора, которые, по его словам, превратили город в убежище для подозрительных лиц.
В ноябре 2016 года Вальдес переизбралась на четвёртый срок с 58 % голосов, снова победив республиканца Кирка Лауниуса.
В декабре 2017 года Вальдес выдвинула свою кандидатуру на пост губернатора Техаса на губернаторских выборах 2018 года против действующего губернатора-республиканца Грега Эбботта. На праймериз 6 марта 2018 года она получила больше голосов, чем любой другой демократ, опередив на 16 % своего ближайшего конкурента Эндрю Уайта, сына бывшего губернатора Марка Уайта. Тем не менее, она получила только 43 % голосов, что привело ко второму туру выборов на праймериз. Второй тур выборов состоялся 22 мая 2018 года, в результате чего Вальдес одержала победу и стала первой латиноамериканкой и первым открытым геем, выдвинутым на пост губернатора крупной партией штата. Набрав на выборах 42,5 % голосов избирателей против 55,8 % голосов, поданных за действующего губернатора. По выражению доцента Техасского университета Пермского бассейна Кея Кетценбергера причиной поражения Вальдес стала её личная слабость и слабость её избирательной кампании.